# Floresgrönduva
Floresgrönduva (Treron floris) är en fågel i familjen duvor inom ordningen duvfåglar.

## Utseende och läte
Floresgrönduvan är en medelstor (29 cm) träd- och flocklevande duva. Hanen har ljusgrått på ansiktet och hjässan samt vitaktig panna. Manteln är grön med purpur- eller bronsfärgad anstrykning och undersidan gulaktig med grönspetsade vita undre stjärttäckare. Vingarna är gråsvarta med tydliga ljusgula kanter på täckarna. Ögonen är röda, liksom benen. Den är mestadels tyslåten, men låga stönande ljud har noterats, möjligen i samband med födosök.

## Utbredning och systematik
Den förekommer i låglänta områden på Lombok, Flores och angränsande västra Små Sundaöarna. Den behandlas som monotypisk, det vill säga att den inte delas in i några underarter.

## Levnadssätt
Floresgrönduvan hittas i låglänta lövskogar, men även mer savannartade miljöer och skogsbryn. Den lever av frukt, framför allt av fikon.

## Status och hot
Floresgrönduvan har en liten världspopulation bestående av uppskattningsvis endast 2 500–10 000 vuxna individer. Den tros också minska i antal till följd av habitatförlust och även jakttryck. Den är därför upptagen på internationella naturvårdsunionen IUCN:s röda lista över hotade arter, kategoriserad som sårbar (VU).